# Zorgerdr
Zorgerdr, na mitologia nórdica, é um deus que produz a borrasca, tempestades e granizos.